# Loviana
Loviana is een Belgisch historisch merk van motorfietsen.
Ets. A. Duchesne & Fils was gevestigd in Leuven.
Dit bedrijf produceerde rond 1950 lichte motorfietsjes met 98cc-Sachs-tweetaktmotortjes.